# Дарбивил (Охајо)
Дарбивил (енгл. Darbyville) град је у америчкој савезној држави Охајо.

## Демографија
По попису из 2010. године број становника је 222, што је 71 (-24,2%) становника мање него 2000. године.
| Група             | 2000.       | 2010.       |
| Белци             | 285 (97,3%) | 218 (98,2%) |
| Афроамериканци    | 0 (0,0%)    | 1 (0,5%)    |
| Азијати           | 0 (0,0%)    | 0 (0,0%)    |
| Хиспаноамериканци | 8 (2,7%)    | 0 (0,0%)    |
| Укупно            | 293         | 222         |